# Eupsoropsis
Eupsoropsis là một chi bướm đêm thuộc họ Noctuidae.